# Loan mắt nhung
Loan mắt nhung là một bộ phim điện ảnh Việt Nam Cộng hòa năm 1970 của đạo diễn Lê Dân, chuyển thể từ tiểu thuyết cùng tên của nhà văn Nguyễn Thụy Long sáng tác năm 1967. Bộ phim từng bị chính quyền Việt Nam Cộng Hòa kiểm duyệt, nhưng cuối cùng lại đoạt giải Văn học Nghệ thuật dành cho "Phim truyện hay nhất" năm 1970. Bộ phim phản ánh, phê phán lối sống của một bộ phận thanh niên miền Nam trước 1975. Nguyễn Thụy Long đã sống một thời gian dài cùng giới du đãng và vũ nữ để viết được truyện này.

## Nội dung
Loan, với biệt hiệu là "Loan mắt nhung" (Huỳnh Thanh Trà) là một thanh niên lương thiện bị hoàn cảnh xã hội đưa đẩy trở thành du đãng nổi tiếng. Vì cuộc sống khốn khổ, Loan phải đương đầu để sinh tồn rồi trở thành một đàn anh trong giới dao búa.
Khi còn lương thiện, Loan đã có mối tình rất đẹp với một cô gái tên Xuân (NSƯT Thanh Nga). Vào với giang hồ, Loan gặp Dung (NSND Kim Xuân). Loan đã thực hiện nhiều phi vụ lớn, ăn cướp, buôn lậu... nhưng anh vẫn mong có một ngày trở về cuộc sống lương thiện.
Sau đó, Loan gặp lại Xuân trong tình cảnh éo le, khi Xuân bị bọn xấu hãm hại và giết chết. Quá đau khổ, Loan nổi loạn giết hết bọn du đãng, giang hồ rồi ra đầu thú chính quyền.

## Phân vai
- Huỳnh Thanh Trà vai Loan mắt nhung
- NSƯT Thanh Nga vai Xuân
- Ngọc Phu vai Thanh
- NSND Kim Xuân vai Dung
- Thiên Trang vai Minh
- Nguyên Hạnh vai Tài Woòng

## Hậu trường
Phim có nhiều cảnh ăn chơi, sinh hoạt vũ trường của Sài Gòn trước 1975. Vai Thanh Italy do Ngọc Phu thể hiện được đánh giá là vai diễn nổi bật nhất trong phim. Huỳnh Thanh Trà trong vai Loan Mắt Nhung, vốn là một diễn viên kịch nói.
Ca khúc chính trong phim Loan mắt nhung là của nhạc sĩ Huỳnh Anh.